# 今村卓博
今村卓博（4月17日—），日本男性配音員。出身於埼玉縣。身高177cm。

## 人物簡介
東京俳優生活協同組合所屬，CHK聲優中心、俳協Voice Actors Studio第14期生出身。音域為男中音。興趣為游泳、踢拳。

## 演出作品

### 電視動畫
1999年
- 魔術師歐菲 Revenge（村人C）

2000年
- 週刊故事樂園（日语：週刊ストーリーランド）（不良）
- 捍衛者（男學生A）
- 深藍救兵（隊員C）

2001年
- 犬夜叉（村人）
- ANGELIC LAYER 天使領域
- 光劍星傳EX（船員C）
- 逮捕令 Second Season（立川）

2002年
- 犬夜叉（妖怪）

2003年
- 幻影鬥士（日语：幻影闘士バストフレモン）（末日論者、本部長 等）

2004年
- 怪傑佐羅利（宇宙人、目目連、企鵝、漁夫）
- 琉球武士瘋雲錄（護衛）
- 沙漠神行者（鮎川、機器士兵）
- 蒼穹之戰神 Dead Aggressor（A計劃工作人員）

2008年
- 西洋古董洋菓子店（爆統男子、導演）

2013年
- 探險托里蘭托 千年真寶（埴輪士兵）

2018年
- 紅蓮之王（日语：ロード オブ ヴァーミリオン 紅蓮の王）（風間夜刀）

### 遊戲
2001年
- 純愛手札3 ～在約會的地方～（白鳥正輝）

2005年
- Little Aid（日语：Little Aid）（和原奏十郎）

2007年
- 喧嘩番長2 ～全速前進～（日语：喧嘩番長2 フルスロットル）（黑澤琢巳）

2010年
- Tartaros（藍道斯）

2013年
- LORD of VERMILION III（日语：LORD of VERMILION III）（奧登）

### 特攝影集
2001年
- 百獸戰隊牙吠連者（機車變異人的配音）

2002年
- 忍風戰隊破裏劍者（三槍曼馬魯巴的配音）
- 忍風戰隊颶風者 颼 颼！The Movie（三槍曼馬魯巴的配音）

2003年
- 忍風戰隊破裏劍者VS牙吠連者（三槍曼馬魯巴的配音）

2011年
- 天裝戰隊護星者（的配音）

### 其它
- 新世紀福音戰士（更新版追加的配音員[注 1]）
- 三得利（廣告旁白，2018年）
- TimeShock 21（日语：クイズタイムショック）（旁白）
- 無賴刑事純情派（日语：はぐれ刑事純情派）（2001年）

## 腳註

## 外部連結
- 東京俳優生活協同組合公式官網的聲優簡介（页面存档备份，存于） （日語）